# Antolín de Santiago
Antolín Luis de Santiago y Juárez (nació 9 de octubre de 1918) fue un abogado, profesor, periodista y político español.

## Biografía
Nació en Salamanca el 9 de octubre de 1918. Delegado de Información y Turismo en Valladolid, fue impulsor de la Semana Internacional de Cine de Valladolid. En calidad de alcalde de Valladolid, cargo que desempeñó entre el 12 de agosto de 1971 y el 12 de febrero de 1974, ejerció de procurador en las Cortes franquistas.
Posteriormente fue nombrado gobernador civil de la provincia de Cádiz, tomando posesión del cargo, junto con el de jefe provincial del Movimiento, el día 15 de febrero. Al producirse su cese en 1977,  fue destinado para desempeñar el mismo cargo en la provincia de Burgos. Cesó en 1980. Fue padre de José Antonio de Santiago-Juárez.

## Reconocimientos
- Gran Cruz de la Orden Civil de Alfonso X el Sabio (1967)[8]
- Medalla de Oro de Valladolid (1974)[9]